# Нью-Денмарк (Вісконсин)
Нью-Денмарк (англ. New Denmark) — місто (англ. town) в США, в окрузі Браун штату Вісконсин. Населення — 1562 особи (2020).

## Історія
Нью-Денмарк був заселений данськими іммігрантами у 1848 році, що робить її найстарішим данським поселенням у Сполучених Штатах.
Нью-Денмарк мав поштове відділення під назвою Куперстаун, яке пізніше було перейменоване на «Нью-Денмарк». Куперстаун зараз є частиною округу Манітовок. 8 березня 1855 року Рада наглядачів округу Браун відокремила Нью-Денмарк від міста Де Пере, створивши місто Нью-Денмарк.
15 червня 1915 року громада, комерційного центру міста, провела спеціальні вибори з питання інкорпорації. Офіційний підрахунок голосів склав 109 «за» і 26 «проти».

## Демографія
Згідно з переписом 2010 року, у місті мешкала 1541 особа в 561 домогосподарстві у складі 449 родин. Було 579 помешкань
Расовий склад населення:
| - 98,5 % — білих - 0,4 % — азіатів - 0,1 % — вихідців з тихоокеанських островів - 0,1 % — корінних американців |

До двох чи більше рас належало 0,6 %. Частка іспаномовних становила 0,6 % від усіх жителів.
За віковим діапазоном населення розподілялося таким чином: 25,1 % — особи молодші 18 років, 63,0 % — особи у віці 18—64 років, 11,9 % — особи у віці 65 років та старші. Медіана віку мешканця становила 43,3 року. На 100 осіб жіночої статі у місті припадало 112,8 чоловіка;  на 100 жінок у віці від 18 років та старших — 105,0 чоловіків також старших 18 років.
Середній дохід на одне домашнє господарство  становив 106 421 долар США (медіана — 74 934), а середній дохід на одну сім'ю — 119 540 доларів (медіана — 85 735). Медіана доходів становила 56 645 доларів для чоловіків та 45 375 доларів для жінок. За межею бідності перебувало 2,5 % осіб, у тому числі 0,0 % дітей у віці до 18 років та 6,9 % осіб у віці 65 років та старших.
Цивільне працевлаштоване населення становило 867 осіб. Основні галузі зайнятості: виробництво — 19,1 %, освіта, охорона здоров'я та соціальна допомога — 19,0 %, будівництво — 11,2 %, мистецтво, розваги та відпочинок — 9,0 %.

## Позначки
1. ↑  Річний дохід на особу, яка працювала на повну ставку. Оцінка в доларах 2015 року.